# Diabolique Séduction
Pour plus de détails, voir Fiche technique et Distribution.
Diabolique Séduction (The Crush) est un thriller érotique américain écrit et réalisé par Alan Shapiro, sorti en 1993.

## Synopsis
Engagé au sein de la rédaction d'un magazine érotique, le beau journaliste Nick Eliot pense avoir atteint le bien-être, d'autant plus qu'il entretient une relation amoureuse satisfaisante avec la mystérieuse Amy, photographe professionnelle. Installé dans une nouvelle maison, il sympathise avec ses voisins charmants et amicaux, les Forrester, et devient l'ami de leur fille unique âgée de 14 ans, aussi belle que précoce, Darian. Pourtant, leur amitié est troublée lorsque Nick découvre qu'elle est folle amoureuse de lui. Mais lorsqu'il refuse ses avances sexuelles, elle dévoile une face cachée de sa personnalité. Se sentant humiliée par son rejet, elle est prête à tout pour lui gâcher la vie...

## Fiche technique
- Titre original : The Crush
- Titre français : Diabolique Séduction
- Réalisation et scénario : Alan Shapiro
- Musique : Graeme Revell
- Photographie : Bruce Surtees
- Montage : Ian Crafford
- Production : James G. Robinson
- Société de production : Morgan Creek Productions
- Société de distribution : Warner Bros
- Pays de production :  États-Unis
- Langue : anglais
- Genre : thriller érotique
- Durée : 88 minutes
- Date de sortie :
  - États-Unis : 2 avril 1993

## Distribution
- Cary Elwes : Nicholas « Nick » Eliot
- Alicia Silverstone : Darian/Adrian Forrester
- Jennifer Rubin : Amy Maddik
- Kurtwood Smith : Cliff Forrester
- Gwynyth Walsh : Liv Forrester
- Amber Benson : Cheyenne
- Matt Walker : Michael